# Cathédrale Sainte-Marie-Madeleine de Getafe
La cathédrale Sainte-Marie-Madeleine est l'église principale de la ville de Getafe ainsi que le siège du diocèse de Getafe, dans la communauté de Madrid en Espagne.
Elle est située dans le centre de la ville, place de La Magdalena (Madeleine). 

## Histoire
Sa construction a commencé en 1549 et s'est terminée en 1770. Elle possède plusieurs styles architecturaux en fonction de l'époque de construction, la tour est un vestige d'une construction antérieure. Elle est considérée comme un exemple majeur de l'architecture Renaissance de la communauté de Madrid.
En 1958, elle fut déclarée bien d'intérêt culturel et, lors de la création du diocèse de Getafe en 1991, fut érigée en cathédrale. En 2001 a commencé une restauration intégrale et urgente du fait de son état général. Cette restauration s'est terminée le 23 janvier 2007, la cathédrale est désormais rouverte au public.

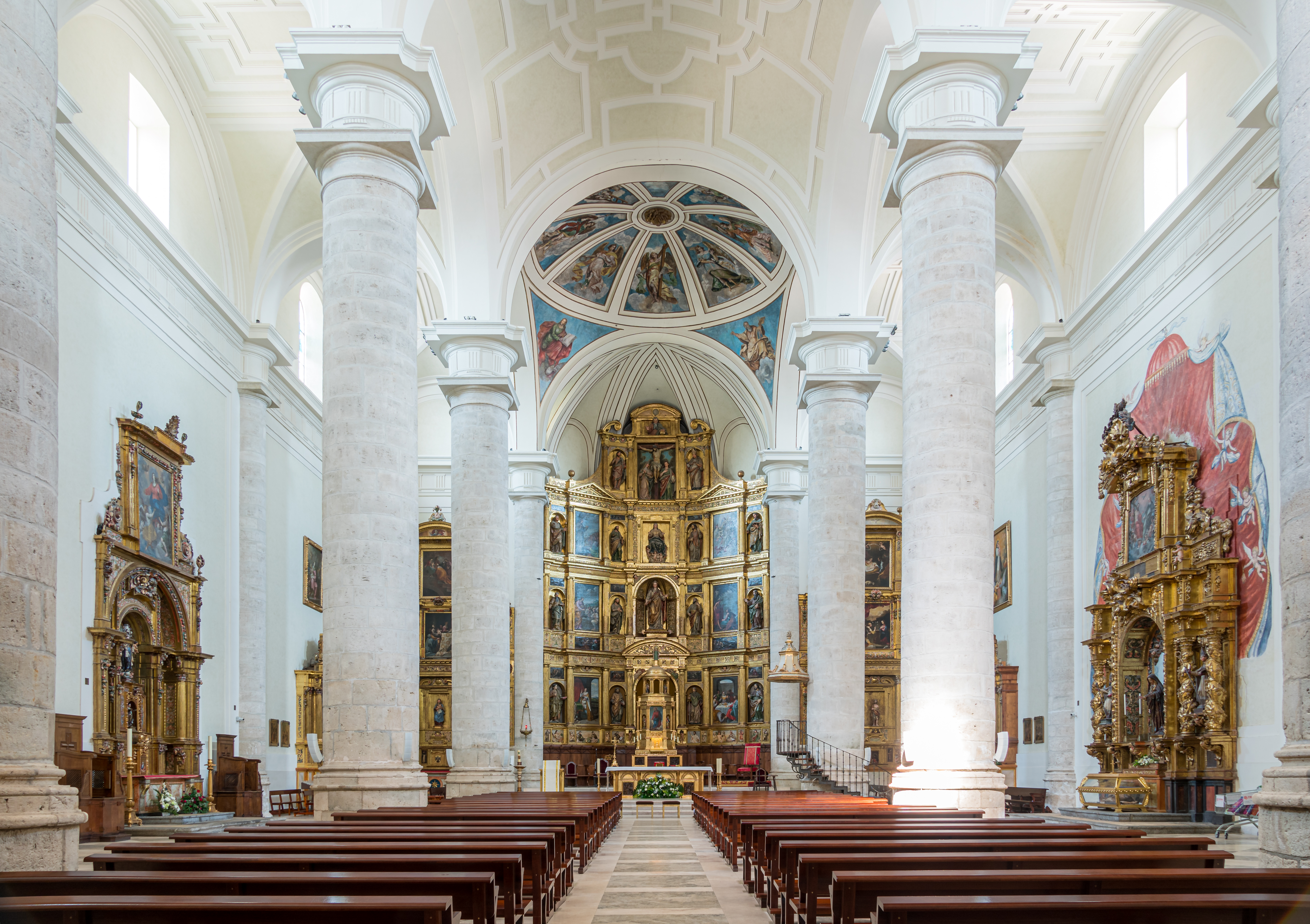
L'intérieur de la cathédrale.

## Source
- (es) Cet article est partiellement ou en totalité issu de l’article de Wikipédia en espagnol intitulé « Catedral de La Magdalena de Getafe » (voir la liste des auteurs).